# Шонунген
Шонунген (њем. Schonungen) општина је у њемачкој савезној држави Баварска. Једно је од 29 општинских средишта округа Швајнфурт. Према процјени из 2010. у општини је живјело 8.001 становника. Посједује регионалну шифру (AGS) 9678174.

## Географски и демографски подаци
Шонунген се налази у савезној држави Баварска у округу Швајнфурт. Општина се налази на надморској висини од 218 метара. Површина општине износи 81,0 km². У самом мјесту је, према процјени из 2010. године, живјело 8.001 становника. Просјечна густина становништва износи 99 становника/km².

## Међународна сарадња
| Мјесто | Држава    | Врста сарадње | Од    |
| ------ | --------- | ------------- | ----- |
|        | Француска | партнерство   | 1986. |
| Извор  |           |               |       |